# Ostapkowszczyzna
Ostapkowszczyzna (biał. Астапкаўшчына, ros. Остапковщина, Ostapkowszczina) – wieś na Białorusi, w obwodzie grodzieńskim, w rejonie brzostowickim.

## Historia
W czasach zaborów wieś i folwark w granicach Imperium Rosyjskiego, w guberni grodzieńskiej, w powiecie grodzieńskim. Folwark był własnością Miklaszewiczów.
W latach 1921–1939 wieś i folwark leżał w Polsce, w województwie białostockim, w powiecie grodzieńskim, w gminie Krynka.
Według Powszechnego Spisu Ludności z 1921 roku zamieszkiwało:
- wieś – 172 osoby, 170 były wyznania rzymskokatolickiego a 2 prawosławnego. Jednocześnie 170 mieszkańców zadeklarowało polską przynależność narodową a 2 białoruską. Było tu 35 budynków mieszkalnych.
- folwark –  w dwóch budynkach mieszkalnych 7 osób, 5 było wyznania prawosławnego a 2 ewangelickiego, wszystkie zadeklarowały polską przynależność narodową[3].

Miejscowość należała do parafii prawosławnej i rzymskokatolickiej w Krynkach. Podlegała pod Sąd Grodzki w Krynkach i Okręgowy w Grodnie; właściwy urząd pocztowy mieścił się w Krynkach.
W wyniku napaści ZSRR na Polskę we wrześniu 1939 miejscowość znalazła się pod okupacją radziecką. 2 listopada została włączona do Białoruskiej SRR. 4 grudnia 1939 włączona do nowo utworzonego obwodu białostockiego. Od czerwca 1941 roku pod okupacją niemiecką. 22 lipca 1941 r. włączona w skład okręgu białostockiego III Rzeszy. W 1944 miejscowość została ponownie zajęta przez wojska radzieckie i włączona do obwodu grodzieńskiego Białoruskiej SRR.